# Chuck Wagner
Chuck Wagner (Nashville, 20 giugno 1958) è un attore statunitense.

## Biografia
Nato a Nashville, e cresciuto a Hartsville, Wagner frequentò la scuola pubblica a Gallatin. Successivamente frequentò la University of Alabama a Tuscaloosa  e la University of Southern California a Los Angeles con John Houseman.

## Carriera

### Carriera televisiva
È meglio conosciuto a livello internazionale per aver interpretato il ruolo di Automan nell'omonima serie tv di fantascienza Automan nel 1983. Ha inoltre recitato nella soap opera General Hospital di Randall Thompson nel 1981 e nel 1982. Ha fatto apparizioni in numerosi show televisivi, tra cui Hazzard, Dynasty, Matlock, Così gira il mondo, e The Late Show with David Letterman.

### Carriera musicale
Molto attivo anche nel teatro musicale di Broadway, Wagner ha lavorato in alcuni celebri musical, come Into the Woods nel ruolo del Principe (1987), Les Misérables nel ruolo dell'Ispettore Javert (1994) e Jekyll & Hyde nel duplice ruolo del protagonista. Canta come baritono.

## Filmografia

### Televisione
- General Hospital – serie TV (1982-1983)
- Hazzard (The Dukes of Hazzard) – serie TV, un episodio (1983)
- Automan – serie TV, 13 episodi (1984)
- Dynasty – serie TV, un episodio (1986)
- Matlock – serie TV, un episodio (1991)

### Programmi televisivi
- The Late Show with David Letterman